# 가면 (2007년 영화)
《가면》은 2007년 12월 27일에 개봉된 대한민국의 영화이다.

## 캐스팅
- 김강우 : 조경윤 역
- 김민선 : 박은주 역
- 이수경 : 차수진 역
- 박원상 : 김 형사 역
- 장선호 : 배재만 역
- 전창걸 : 반장 역
- 최덕문 : 이 형사 역
- 이지용 : 배달원 역
- 오지영 : 정미숙 역
- 박정선 : 막내김 역
- 이풍운 : 이윤서 역
- 김서원 : 권우현 역
- 김유정 : 어린 윤서 / 혜서 딸 역
- 강이석 : 어린 경윤 역
- 김원배 : 경찰서장 역
- 장원영 : 강간남 역
- 박상철 : 과수팀원 역
- 강빛 : 어린 윤서 괴롭히는 아이들 역
- 김성령 : 이윤서의 누나 이혜서 역 (우정출연)
- 강성필 : 하종복 역 (우정출연)